# Longquan (köping i Kina, Shandong, lat 36,45, long 120,52)
Longquan (kinesiska: 龙泉镇, 龙泉) är en köping i Kina. Den ligger i provinsen Shandong, i den östra delen av landet, omkring 320 kilometer öster om provinshuvudstaden Jinan.
Genomsnittlig årsnederbörd är 852 millimeter. Den regnigaste månaden är juli, med i genomsnitt 278 mm nederbörd, och den torraste är januari, med 12 mm nederbörd.